# Heilig Hartbeeld (Heerlen, Gasthuisstraat)
Het Heilig Hartbeeld is een standbeeld in de Nederlandse plaats Heerlen, in de provincie Limburg.

## Achtergrond
In 1920 werden aan de Klompenstraat in Heerlen een Roomse HBS voor meisjes en een Middelbare Handelsschool gestart. In 1935 betrok het St. Claracollege een nieuw pand aan de Gasthuisstraat, ontworpen door architect Henri Seelen. Het gebouw heeft de kenmerkende eenvoud van de nieuwe zakelijkheid. De enige versieringen zijn een aantal glas-in-loodramen van Henri Schoonbrood in de hal en het trappenhuis en een Heilig Hartbeeld aan de gevel, gemaakt door de Maastrichtse beeldhouwer Charles Vos. Het gevelbeeld is niet, zoals gebruikelijk was, in een nis geplaatst, maar in hoogreliëf tegen een kruisvormige achtergrond. "Een voor Limburg iconografisch, theologisch én stilistisch gedurfde en originele combinatie van een Heilig-Hartfiguur met een gekruisigde Christus."
De nieuwe meisjesschool werd op maandag 25 november 1935 officieel in gebruik genomen. In 1969 werd de school gemengd en kreeg het de naam Coriovallum College, in 1990 volgde een fusie met het Sintermeertencollege.

## Beschrijving
Het gevelbeeld toont een Christus met licht gebogen hoofd en gespreide armen, gekleed in een lang, gedrapeerd gewaad. Op zijn borst is het Heilig Hart zichtbaar. Hij staat op golfjes aan de voet van een kruis. In de uiteinden van het kruis zijn engelen aangebracht, de engel rechts van Christus houdt een doornenkroon in zijn hand, de engel aan de andere kant een kelk en hostie. Twee engelen aan de bovenkant houden een kroon boven Christus' hoofd.

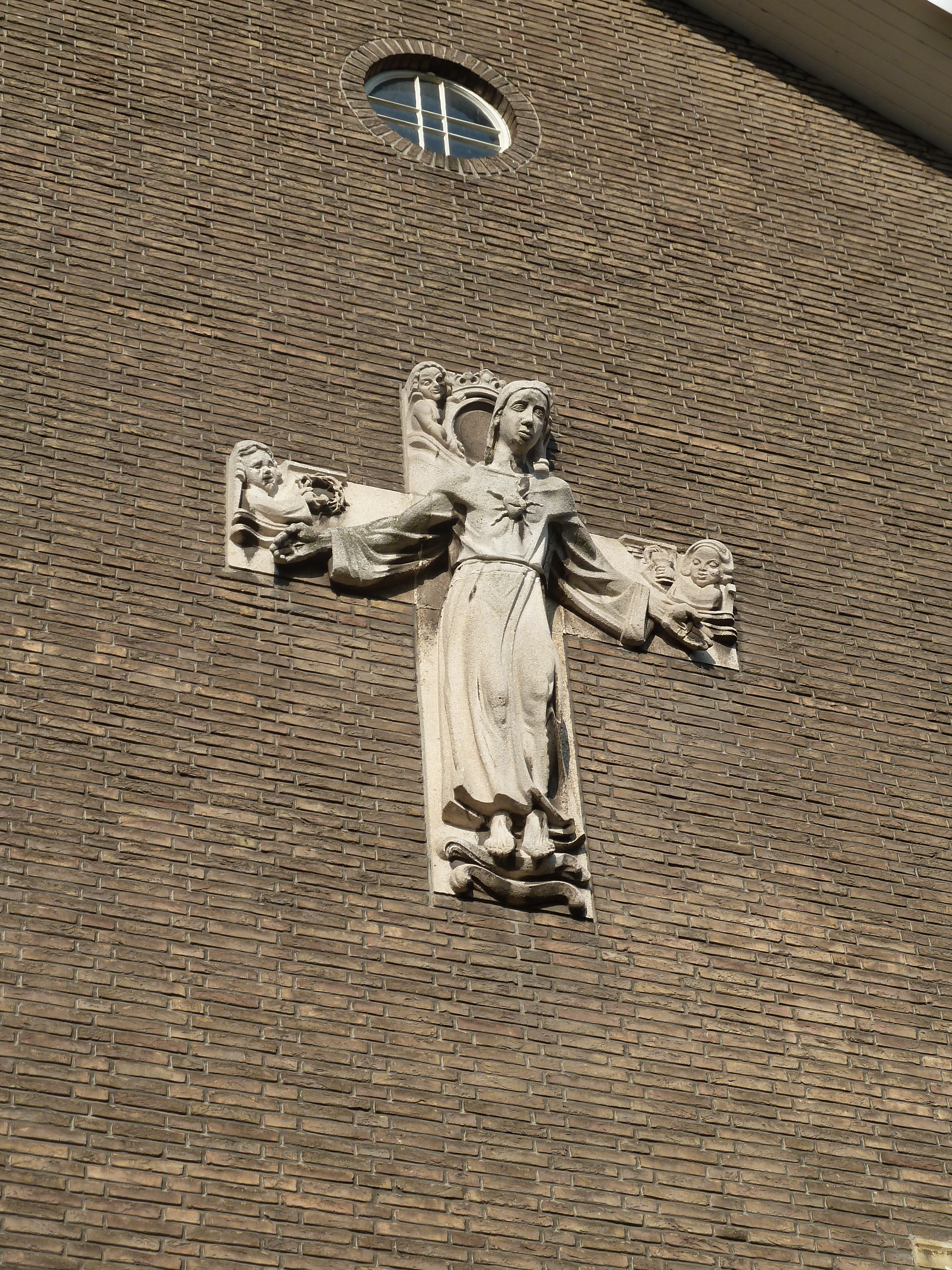
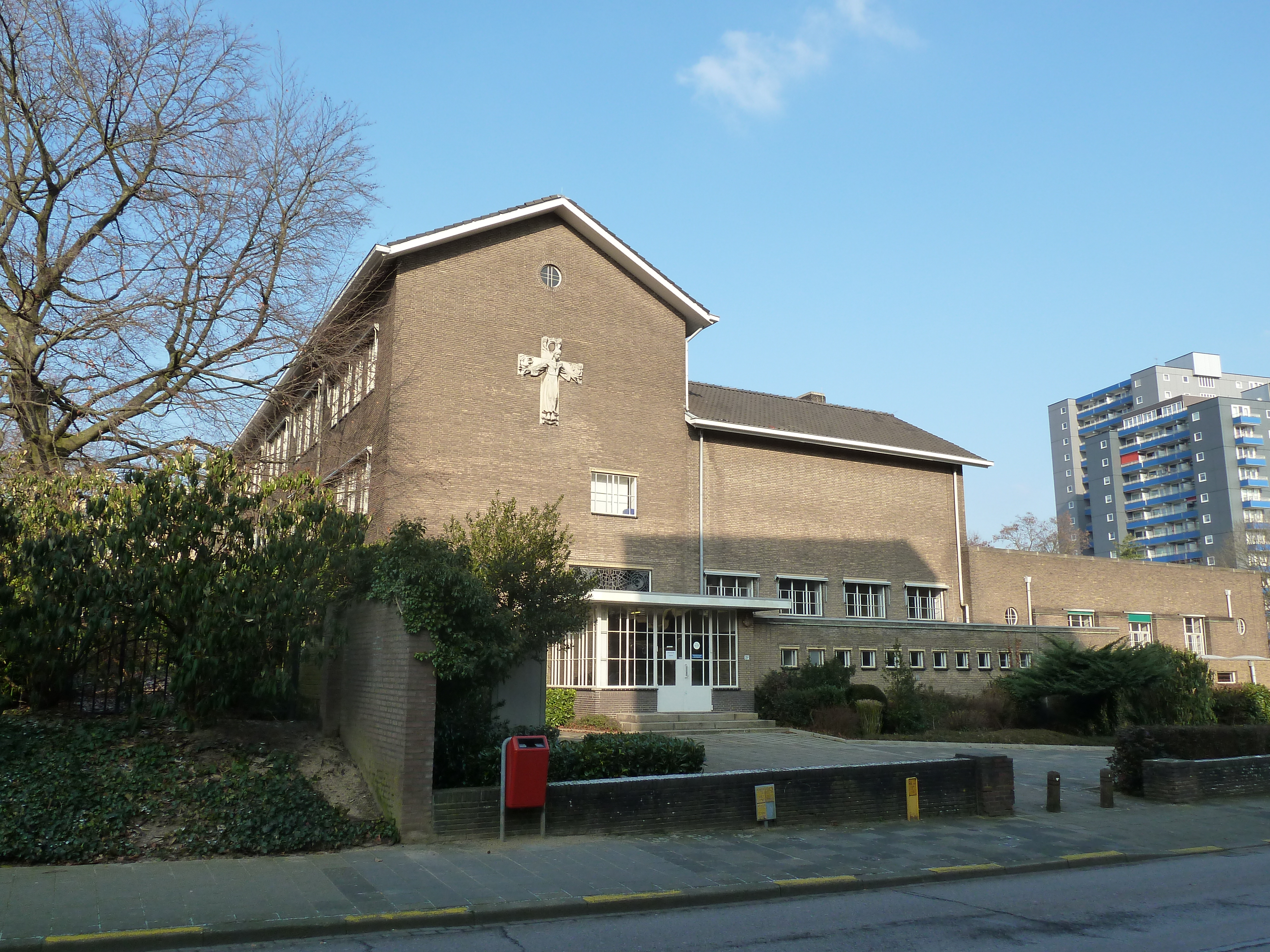
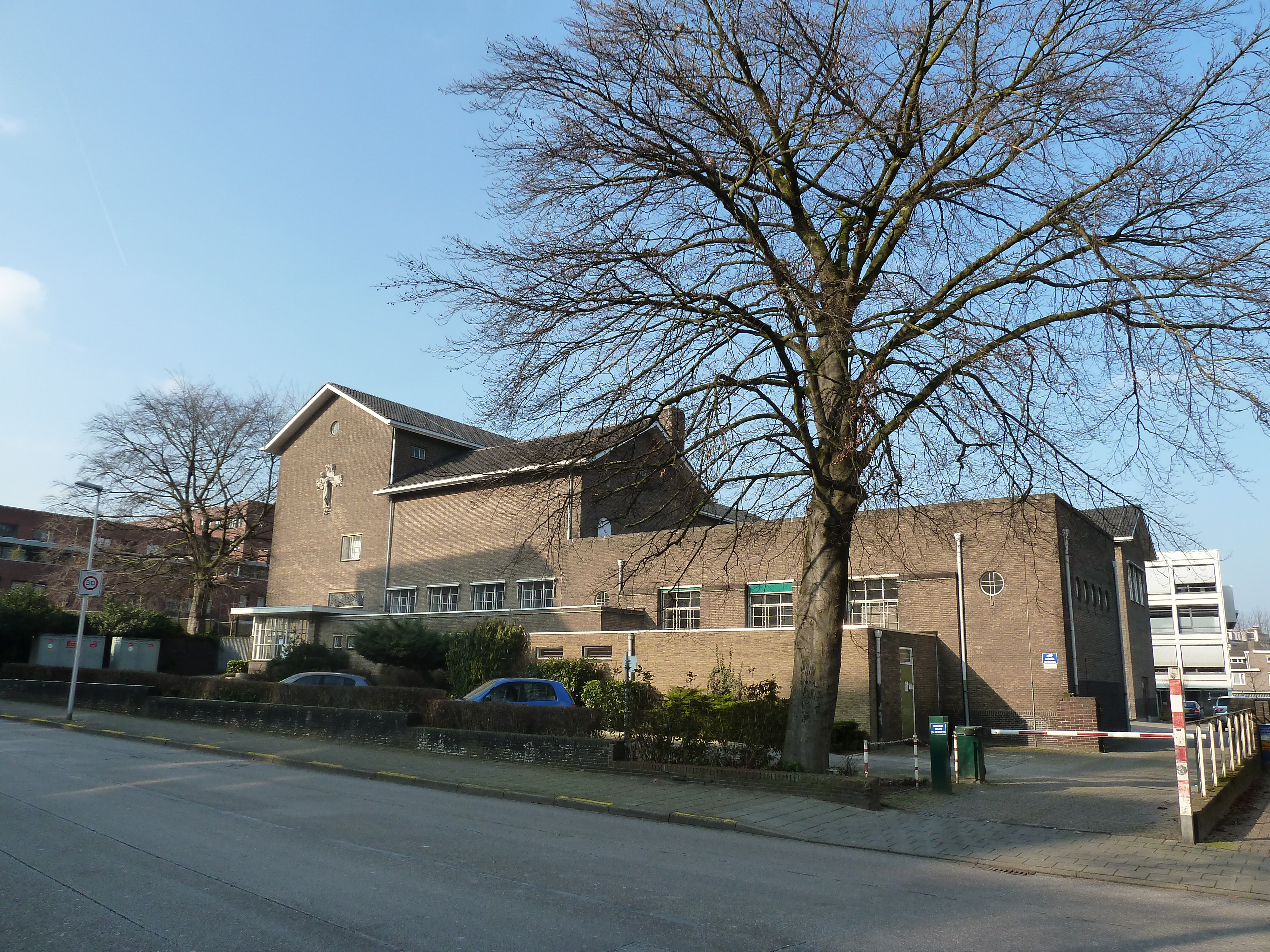